# جوسييرز
جوسييرز، (فيفارو ألبن: جوسيير) هي بلدية في مقاطعة ألب-دي-هوت بروفانس في جنوب شرق فرنسا.